# Граци (Павија)
Граци је насеље у Италији у округу Павија, региону Ломбардија.
Према процени из 2011. у насељу је живело 73 становника. Насеље се налази на надморској висини од 773 м.